# Peckolus parvus
Peckolus parvus là một loài bọ cánh cứng trong họ Bọ hung (Scarabaeidae).